# Semiothisa minorata
Semiothisa minorata är en fjärilsart som beskrevs av Alpheus Spring Packard 1873. Semiothisa minorata ingår i släktet Semiothisa och familjen mätare. Inga underarter finns listade i Catalogue of Life.